# Dietmar Guth
Dietmar Guth (* 1959 in Königsbronn auf der Schwäbischen Alb) ist ein deutscher Hörspiel-Autor und Schriftsteller.

## Leben und Werk
Dietmar Guth studierte Germanistik, Literaturwissenschaft und Philosophie in Münster und Freiburg. Nach diversen Tätigkeiten in der Industrie arbeitete er ab 1987 regelmäßig im Nachtdienst auf einer chirurgischen Intensivstation in Freiburg. In den 1990er-Jahren schrieb er zahlreiche Hörspiele, unter anderem für Radio Bremen und den Bayerischen Rundfunk. In seinem Hörspiel Einführung in den Kitsch. Sterbefälle – 1991 zum Hörspiel des Monats Mai gewählt – verarbeitete er seine Erfahrungen auf einer Intensivstation. Das Hörspiel versucht, eine zentrale Erfahrung von Sterben und Tod darzustellen und nachvollziehbar zu machen.
In seinem dritten Hörspiel Ein Bronchial-Carzinom-Bewältigungs-Hörspiel – 1991 von Radio Bremen unter der Regie von Gerhard Willert produziert – monologisiert ein Mann 35 Minuten lang über sein Sterben.
In seinen seit 2012 veröffentlichten Novellen, Romanen und Erzählungen vermischen sich Erfindung und autobiografische Erinnerung.
Dietmar Guth, Vater von zwei Kindern, lebt und arbeitet seit 2012 in Rostock.

## Hörspiele
- 1990: Stück 1 / Stück 2, Regie: Gottfried von Einem; Sprecher: Friedhelm Ptok, Horst Bollmann, Gisela Johannson; RB, 61 Minuten, Erstsendung: 27. November 1990.
- 1991: Einführung in den Kitsch. Sterbefälle, Regie: Norbert Schaeffer; Sprecher: Margit Carls, Kornelia Boje, Esther Hausmann, Angelika Steils, Andreas Wimberger, Christa Berndl, Helmut Stange, Steve Karier, Felix von Manteuffel, Christin Marquitan, Hans Wyprächtiger, Ilse Neubauer, Horst Raspe und Maria Singer; BR/RB, 60 Minuten, Erstsendung: 24. Mai 1991.
- 1991: Ein Bronchial-Carzinom-Bewältigungs-Hörspiel, Regie: Gerhard Willert; Sprecher: Fritz Lichtenhahn; RB, 35 Minuten, Erstsendung: 24. September 1991.
- 1992: Boulevard, Regie: Stefan Hardt; Sprecher: Dieter Hufschmidt, Erika Skrotzki und Burghardt Klaußner; RB, 33 Minuten, Erstsendung: 31. März 1992.
- 1992: Sechs Stationen mit Karl Erich Maier, Regie: Rüdiger Kremer; Sprecher: Dieter Hufschmidt; RB, 12 Minuten, Erstsendung: 18. Mai 1993.
- 1993: Das Gesagte und das Ungesagt, Regie: Irene Schuck; Sprecher: Marion Breckwoldt und Jens Wawrczeck; RB, 18 Minuten, Erstsendung: 26. April 1993.
- 1993: Die Figuren behaupten sich, Regie: Rüdiger Kremer; Sprecher: Hille Darjes und Wolf-Dietrich Sprenger; RB, 37 Minuten, Erstsendung: 18. Mai 1993.
- 1993: Dressur, Regie: Christiane Ohaus; Sprecher: Helmut Winkelmann, Thomas Kylau und Jürgen Elbers; BR, 12 Minuten, Erstsendung: 5. Mai 1993.
- 1993: Proust, Regie: Christiane Ohaus; Sprecher: Friedhelm Ptok; BR, 13 Minuten, Erstsendung: 12. Mai 1993.
- 1993: Stilleben mit Spieluhr, Regie: Christiane Ohaus; Sprecher: Thomas Kylau und Gustl Halenke; BR, 11 Minuten, Erstsendung: 11. August 1993.
- 1993: Waldlandschaft mit Spaziergängern, Regie: Dieter Hufschmidt; Sprecher: Gerald Alexander Held, Matthias Brandt und Wolfgang Kaven; RB, 32 Minuten, Erstsendung: 21. September 1993.
- 1994: Brennesselgeschichte, Regie: Rüdiger Kremer; Sprecher: Stephan Bissmeier; Musik: Keith Jarrett; RB, 22 Minuten, Erstsendung: 6. Februar 1995.
- 1995: Alte Geschichten – Ein Kammerspiel, Regie: Christiane Ohaus; Sprecher: Gerd Wameling, Ulrich Tukur und Irene Kleinschmidt; RB, 81 Minuten, Erstsendung: 11. Juli 1995.
- 1995: Seifenoper, Regie: Gottfried von Einem; Sprecher: Judy Winter, Gerd Kunath, Ulrich Wildgruber, Hermann Lause, Marion Breckwoldt, Gerd Wameling, Susanne Schrader und Wolf-Dietrich Sprenger; Musik: Ulrich Beckerhoff; RB, 59 Minuten, Erstsendung: 14. November 1995.
- 1996: Telefonseelsorge, Regie: Gottfried von Einem; Sprecher: Hermann Lause und Ulrich Wildgruber; RB, 6 Minuten, Erstsendung: 11. März 1996.
- 1996: Wie beim Sprechen, Regie: Gottfried von Einem, Christiane Ohaus und Rüdiger Kremer; Sprecher: Barbara Frey, Trudel Wulle, Christel Körner, Joachim Nottke, Walter Schultheiß, Wolf-Dietrich Sprenger, Stephan Bissmeier, Sebastian Dominik, Friedhelm Ptok, Otto Sander, Christian Redl, Tina Engel, Donata Höffer, Monika Hansen, Irm Hermann, Irene Kleinschmidt, Sebastian Hufschmidt und Wolfgang Kaven; RB, 104 Minuten
- 1998: Lyrikertraum. Farce, Regie: Christiane Ohaus; Sprecher: Leslie Malton, Friedhelm Ptok und Christian Redl; RB, 59 Minuten, Erstsendung: 29. Dezember 1998.
- 2008: Das leise Pochen im Herzen der Ameise, Regie: Christiane Ohaus; Komponist: Michael Riessler; Sprecher: Bernhard Schütz, Michaela Caspar, Astrid Meyerfeldt, Traugott Buhre und Regina Lemnitz; RB, 53 Minuten, Erstsendung: 10. Oktober 2008.

## Auszeichnungen und Stipendien
- 1991: Hörspiel des Monats Mai für Einführung in den Kitsch. Sterbefälle
- 1993: Kurt-Magnus-Preis
- 1996: Stipendiat in Worpswede
- 1997: Stipendiat der Kunststiftung Baden-Württemberg in der Sparte Literatur
- 1998: Arbeitsstipendium des Förderkreises deutscher Schriftsteller in Baden-Württemberg e. V
- 2009: Förderung des Künstlerhauses Lukas in Ahrenshoop
- 2014: Stipendiat des Landes Mecklenburg-Vorpommern

## Veröffentlichungen
- Basalt. Novelle. edition m, Weimar und Rostock 2012, ISBN 978-3-933713-40-7.
- Drei Geschichten der Unberührbarkeit. Roman. edition m, Weimar und Rostock 2014, ISBN 978-3-933713-44-5.
- Wege wegwohin. Erzählung. Grünberg Verlag, 2015, ISBN 978-3-933713-49-0.
- Anders gesagt. freiraum-verlag, Greifswald 2017, ISBN 978-3-943672-98-5.